# David Gayoso García
Delman David Gayoso García (Cusco, 22 de diciembre de 1976) es un político y empresario peruano, quien fue alcalde distrital de Machupicchu entre 2013 y 2018. Es miembro del partido Alianza para el Progreso y además fue candidato en las elecciones municipales de 2022.

## Biografía
Nació en Cusco, el 22 de diciembre de 1976. Hijo de Grimaldo Gayoso y Juana García.
Estudió en la Universidad Andina del Cusco turismo e ingeniería de sistemas, además de técnico en gestión pública en el Instituto Americano del Cusco.

## Carrera política

### Alcalde de Machupicchu (2013-2018)
El 7 de julio de 2013 Gayoso salió electo con 1 019 votos (29,41%) en una elección especial tras la revocación del alcalde anterior, Óscar Velencia Aucca, en 2012 para completar el período 2011-2014, posteriormente en 2014 fue reelegido para el período 2015-2018 con 1 019 votos (29,41%). Antes de la ascensión de Gayoso, Elvis La Torre Uñaccori ejercía las funciones de alcalde hasta la realización de la elección especial.
En la gestión del alcalde, la ciudad fue remodelada y hermoseada con múltiples esculturas y el mejoramiento de los puentes presentes en el pueblo de Aguas Calientes/Machu Picchu Pueblo. Además se aumentó la presencia de la policía en los extremos del pueblo y se creó el Auditorio Pachacútec.
El alcalde David Gayoso García y la Municipalidad distrital de Machupicchu fueron premiados por CENEPRED por contar con un plan de prevención y reducción del riesgo de desastre del 2015 al 2018, además de ser la única municipalidad que cuenta con un comité técnico de incendios forestales.
Durante su gestión, Machupicchu fue hermandada con las ciudades Fukushima y Ōtama del Japón en un acto solemne en la ciudadela inca.
El alcalde propuso un teleférico el cual se rechazó posteriormente y aumentar el número de buses a la ciudadela, además, firmó el acta para el cuidado del santuario histórico.

### Campaña de 2022
En las elecciones de 2022 obtuvo 1 207 votos (27,856%) perdiendo ante el exalcalde Elvis La Torre Uñacori de Somos Perú, quien obtuvo 1 867 votos (43,088%).

## Historial electoral
| Año  | Tipo                                                                                         | Territorio  | Partido                  | Votos | %      | Resultado |
| ---- | -------------------------------------------------------------------------------------------- | ----------- | ------------------------ | ----- | ------ | --------- |
| 2013 | Nuevas elecciones municipales y segunda consulta popular de revocatoria de mandato a alcalde | Machupicchu | Movimiento Regional PAN  | 1 196 | 49.63  | Alcalde   |
| 2014 | Elecciones municipales distritales a alcalde                                                 | Machupicchu | Alianza para el Progreso | 1 019 | 29.41  | Alcalde   |
| 2022 | Elecciones municipales distritales a alcalde                                                 | Machupicchu | Alianza para el Progreso | 1 207 | 27.856 | no electo |